# Príncipe Pentaur

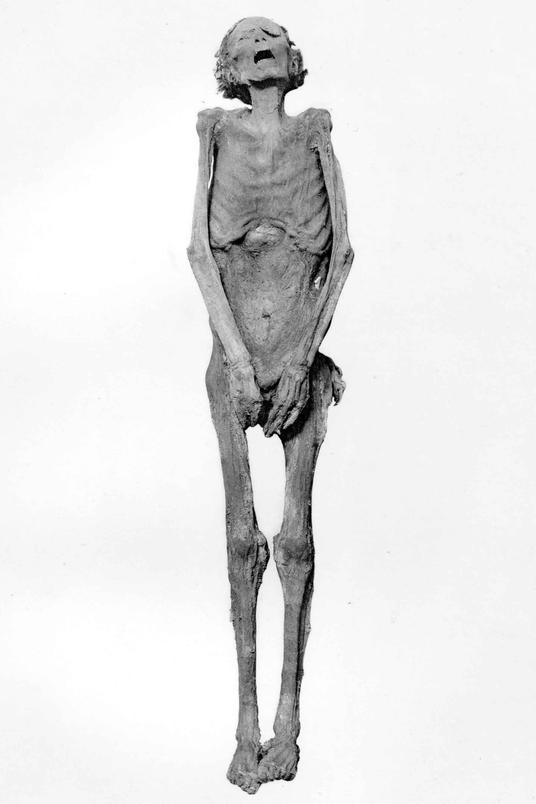
Momia de Pentaur.

El príncipe Pentaur (también Pentauer) es el nombre que recibe un hijo de Ramsés III, nombre al parecer falso, que se vio involucrado en una conspiración contra su padre.
| p · n | t&A | wr · r | Z5 |

| p · n | t&A | wr · r | Z5 |

La historia de esta conspiración contra Ramsés III se ha podido desvelar gracias a los documentos que forman el papiro judicial de Turín, el papiro Lee y el papiro Rollin; estos dos últimos forman parte del mismo documento. 

## Conspiración

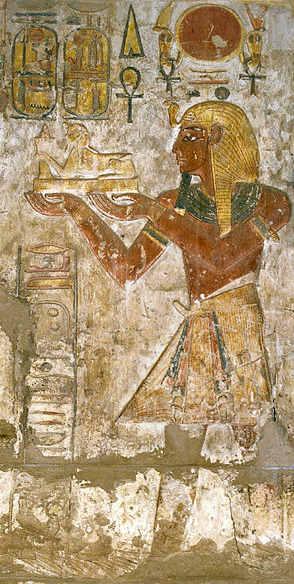
Ramsés III

La conjura fue organizada en la Casa Jeneret por la segunda esposa real, Tiy, descontenta por ver cómo su hijo, el príncipe Pentaur, era alejado del trono, siendo nombrado heredero Ramsés IV, por lo que decidió, junto con diez cómplices más, eliminar a Ramsés III. La conspiración se descubrió en el último momento y se detuvo a sus miembros, llevándoles ante la justicia. No se conoce, con exactitud, la gravedad que alcanzó el complot, pero sí que, al comenzar el proceso, había diez funcionarios acusados al lado de los cuatro principales culpables; además, se hallaban seis mujeres muy comprometidas por haber servido como agentes de enlace entre la reina y sus cómplices fuera de palacio.

## Juicio
Ramsés III creó un tribunal especial formado por catorce jueces elegidos por Ramsés IV entre los más importantes funcionarios del Estado y del Ejército, que se encargaron de la causa con plenos poderes para juzgar y sentenciar a los acusados, y es extraño el hecho de que no figurara ningún sacerdote. El procedimiento era el siguiente: los acusados declaraban su estado civil; luego se enunciaban las acusaciones, la corte decidía sobre su validez y pronunciaba la sentencia. El rey murió durante el proceso, que fue terminado por su hijo Ramsés IV. 
El juicio de los conjurados se describe en el papiro denominado La conspiración del harén, cuyo fragmento principal, de los tres que lo componen, se conserva en el Museo egipcio de Turín.
Se acusó a cuarenta personas, todas muy próximas al faraón. Cuatro pleitos fueron llevados por un tribunal extraordinario, dotado de plenos poderes por Ramsés III. Según el primer veredicto, a los veintiocho conjurados principales se les condenó a muerte; luego del segundo veredicto otros seis se vieron obligados a suicidarse en público; por el tercer veredicto se condenó también a otros cuatro, y al príncipe Pentaur (el Papiro Judicial de Turín leía: ... Pentaur, al que se le ha dado ese otro nombre..., lo que indica que no era el suyo) a poner fin a sus días en privado: esta sentencia decía que se ha dejado al acusado en donde estaba y que él se tomó su propia vida. Se desconoce el lugar de su entierro, aunque hay especulaciones sobre la inacabada tumba QV41 y sobre la KV3 como su última morada. El príncipe fue momificado de forma precaria, y los cadáveres del resto fueron quemados, privándoles así según las creencias egipcias de la vida eterna.
El papiro relata también sobre el uso de magia, figuras de cera y fórmulas mágicas para hacer daño y se cita una fecha para el asesinato del faraón: sería durante la celebración de la Fiesta de los Muertos que se llevaría a cabo en el Palacio de Medinet Habu.
Posteriormente, cinco de los jueces fueron acusados de haber mantenido "fiestas" con varias mujeres del harén: uno de los jueces fue condenado a muerte, a otros tres se les amputó la nariz y las orejas y el quinto solamente fue castigado de palabra.

## Tiyi
Tiyi, aparentemente quien había iniciado y orquestado la intriga, no figura en el papiro como acusada. Es citada dos veces, la primera cuando se condenó al Jefe de la Cámara, Paybakkamen, por haberse confabulado con ella, y la segunda cuando se condenó a su hijo, también por haber conspirado con ella. Ambos, Paybakkamen y Pentaur, murieron por la misma causa. Toda la conspiración parece girar en torno a esta mujer, de la que no se sabe casi nada. Algunos piensan que se suicidó antes de llegar al juicio al haber fracasado el golpe, pero se ignora la suerte que corrió, o si el rey se reservó el derecho de castigarla. En los relieves grabados en piedra sobre las fiestas del dios Min, donde era necesaria la participación de la reina, se supone que Ramsés III habría escrito el nombre de su esposa favorita, al igual que habían hecho los anteriores faraones. Sin embargo en los relieves se puede observar que, el cartucho donde debía aparecer el nombre de la reina ha sido intencionalmente raspado, eliminando los jeroglíficos hasta el punto de hacer imposible su lectura. Evidentemente se trata de la condena al olvido de una reina maldita, y nadie tuvo más probabilidades de ser considerada maldita que Tiyi, quien creyó que podía usar su posición junto al rey para legitimar como nuevo faraón a su hijo.

## Identidad de Pentaur
En el templo de Karnak aparecen nombrados dos hijos del rey con nombre y título, El escriba real, comandante en jefe del ejército, hijo del rey, de su propio cuerpo, Ramsés, justo de voz, quien reinará luego como Ramsés IV, y otro hijo, El escriba real, general del ejército de carros, hijo del rey, de su propio cuerpo, Ramsés Amonjerjepehef, justo de voz, que accedió al trono posteriormente como Ramsés VI. 

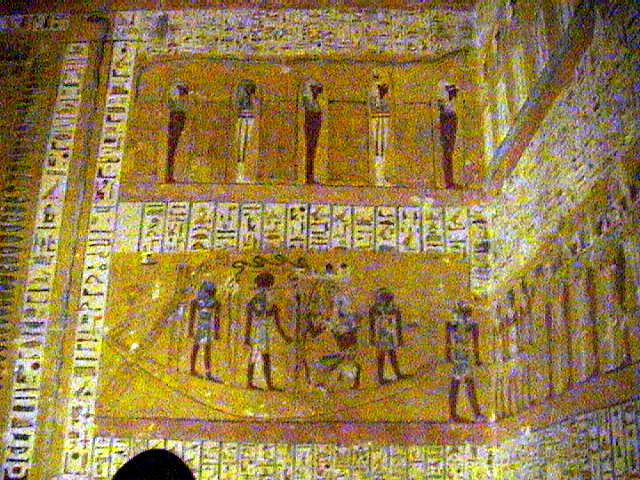
Tumba de Ramsés IV.

El cargo de comandante en jefe del ejército era desempeñado desde tiempos de Ramsés II por un príncipe destinado al trono, lo que podría ser una buena pista del proyecto sucesorio del faraón. Por otra parte, Ramsés IV no parece ser el hijo heredero de Ramsés III, pues su padre había preparado una tumba para él (la QV53) en el Valle de las Reinas, donde además de las esposas reales solían enterrarse los príncipes no reinantes, por lo que parece que cuando se excavó la tumba no estaba prevista su ascensión al trono, lo que abona la teoría de que él fuese un usurpador. 
Otra de las hipótesis apunta a si Pentaur era el hijo mayor de Ramsés III y quien usurpó el poder fue Ramsés IV, apoyado por una parte de las fuerzas dominantes. Quizás Pentaur estaba casado con una de las princesas del harén para poder ser el sucesor del trono, ya que tampoco puede afirmarse que fuera el hijo primogénito puesto que hubo tres príncipes que murieron antes y en la tumba de uno de ellos, llamado Paraherunemef, se puede leer ...Carrero del Gran Establo de Ramsés Heqaiunu, de la corte de Ramsés Heqaiunu, primer hijo del Rey, de su Majestad. 
La conspiración pretendía colocar en el trono a un príncipe conocido con el nombre o sobrenombre de "Pentaur". El Papiro Judicial de Turín dice: ...Pentaur, al que se le ha dado ese otro nombre... La interpretación de lo escrito en el papiro sería una condena al eterno olvido, al perder su auténtico nombre; es decir, la muerte también en el Duat. Otra interpretación sería el no querer mencionar su otro nombre, ya que podría haber sido el elegido para su coronación como nuevo rey de Egipto si triunfaba la conjura.
De una manera u otra se desconoce el nombre del príncipe y que cargo ocupaba en el palacio; el relato del papiro dice que era un personaje importante, hijo de Tiyi y que fue acusado de conspirar junto a su madre y varias mujeres del harén en contra del faraón. La participación del príncipe Pentaur podría haber sido la de permitir la entrada al palacio a los conspiradores para llegar hasta el faraón, por lo que aparentemente tenía una cercanía a Ramsés III y un alto cargo dentro del palacio. Fue encontrado culpable y teniendo en cuenta su rango, ...le dejaron donde estaba; él tomó su propia vida...., lo que indica un suicidio.
Podría pensarse que la meta de Pentaur era llegar a coronarse rey del Alto y del Bajo Egipto, y que aprovechó el desorden de los últimos años del reinado de Ramsés III, que tuvo que luchar contra una huelga de obreros y un intento de asesinato por parte de su visir Atribis. Los textos no lo mencionan y se cree que tampoco lo hubiesen mencionado, ya que para los egipcios, el orden de sucesión al trono era redactado por quienes resultaban ganadores de la lucha.

## La "momia que grita"
Desde su descubrimiento en el escondrijo de Deir el-Bahari en 1881, la momia denominada individuo E e informalmente "la momia que grita" llamó poderosamente la atención por su aspecto inusual, sin la menor identificación, no envuelta en finas vendas de lino sino en una piel de oveja, material impuro para los antiguos egipcios, sus manos y pies atados con correas de cuero y marcas en el cuello de ahorcamiento o estrangulación. Ni siquiera fue momificado ritualmente, simplemente lo dejaron secar en un baño de natrón y luego le echaron algo de resina por la boca. La inmediata sospecha de que se trataba del castigado príncipe maldito, que curiosamente acabó pasando milenios colocado a pocos pasos de su víctima, se acabó confirmando mediante un exhaustivo análisis en 2018, que incluyó una comparativa de ADN con el de la momia de Ramsés III, descubriendo que eran padre e hijo.
Tenía en torno a 25 años y la reconstrucción digital de su rostro lo revela alargado y de nariz prominente, con un gran parecido a su bisabuelo Ramsés II.